# 床弓
床弓（とこゆみ、1961年10月12日 - ）は、大相撲の元床山。本名は行方嘉朗。福井県小浜市出身。最終所属は高砂部屋。最高位は一等床山。

## 履歴
- 1977年5月場所 - 採用。
- 1998年1月場所 - 二等床山に昇進。
- 2008年1月場所 - 一等床山に昇進。
- 2024年1月場所 - 実質の最終場所。
- 2024年2月29日 - 日本相撲協会を退職[2]。番付に掲載された床山が停年を迎えることなく中途退職した初の事例。[3]
- 2024年3月場所 - 番付に掲載された最終場所。